# III. třída okresu Brno-město 2003/2004
V soubojích fotbalové III. třídy okresu Brno-město 2003/2004, jedné ze skupin 9. nejvyšší fotbalové soutěže, se utkalo 11 týmů dvoukolovým systémem podzim – jaro. Tento ročník skončil v červnu 2004. Postup do II. třídy okresu Brno-město 2004/2005 si zajistil vítězný tým SK Řícmanice a spolu s ním postoupil i třetí tým  FK SK Bosonohy „B“, druhý tým FK Žabovřesky „B“ postoupit nemohl, II. třídu hraje jeho A-tým. Do IV. třídy okresu Brno-město 2004/2005 sestoupil poslední tým Tatran Kohoutovice „B“. 

## Výsledná tabulka
| Poř. | Tým                                | Z  | V  | R | P  | VG | OG | B  |
| ---- | ---------------------------------- | -- | -- | - | -- | -- | -- | -- |
| 1.   | SK Řícmanice                       | 20 | 15 | 3 | 2  | 79 | 27 | 48 |
| 2.   | FK Žabovřesky „B“                  | 20 | 11 | 2 | 7  | 41 | 40 | 35 |
| 3.   | FK SK Bosonohy „B“                 | 20 | 10 | 1 | 9  | 49 | 47 | 31 |
| 4.   | SK Řečkovice „B“                   | 20 | 9  | 2 | 9  | 41 | 41 | 29 |
| 5.   | SK Chrlice „B“                     | 20 | 9  | 1 | 10 | 34 | 49 | 28 |
| 6.   | SK Slatina „B“                     | 20 | 9  | 1 | 10 | 39 | 47 | 28 |
| 7.   | SK Moravská Slavia Brno „B“        | 20 | 9  | 1 | 10 | 49 | 45 | 28 |
| 8.   | TJ Sokol Bílovice nad Svitavou (N) | 20 | 8  | 3 | 9  | 47 | 40 | 27 |
| 9.   | FC Soběšice „B“                    | 20 | 7  | 3 | 10 | 36 | 48 | 24 |
| 10.  | SK Jundrov                         | 20 | 7  | 2 | 11 | 34 | 49 | 23 |
| 11.  | Tatran Kohoutovice „B“             | 20 | 5  | 3 | 12 | 30 | 46 | 18 |

Poznámky:
- Z = Odehrané zápasy; V = Vítězství; R = Remízy; P = Prohry; VG = Vstřelené góly; OG = Obdržené góly; B = Body; (S) = Mužstvo sestoupivší z vyšší soutěže; (N) = Mužstvo postoupivší z nižší soutěže (nováček)

|  | Postup do II. třídy okresu Brno-město 2004/2005 |
|  | Sestup do IV. třídy okresu Brno-město 2004/2005 |